# Odontodes (bướm đêm)
Odontodes  là một chi bướm đêm thuộc họ Noctuidae.